# Paucarcolla (distrito)
Paucarcolla é um distrito do Peru, departamento de Puno, localizada na província de Puno.

## Transporte
O distrito de Paucarcolla é servido pela seguinte rodovia:
- PU-122, que liga a cidade de Puno ao distrito de Cabanillas
- PU-121, que liga a cidade ao distrito de Cabanillas
- PU-118, que liga a cidade ao distrito de Capachica
- PE-3S, que liga o distrito de La Oroya à Ponte Desaguadero (Fronteira Bolívia-Peru) - e a rodovia boliviana Ruta 1 - no distrito de Desaguadero (Região de Puno)[1][2][3]